# Midland Football League
Midland Football League är en fotbollsliga i England, grundad 2014 genom sammanslagning av Midland Football Alliance och Midland Football Combination. Ligans högsta division, Premier Division, är på nivå 9 i det engelska ligasystemet.
Det har tidigare funnits tre ligor som kallat sig Midland League. Den första existerade 1889–1960. Den andra hette Midland Counties League och den fanns 1961–1982, då den gick ihop med Yorkshire Football League och bildade Northern Counties East Football League. Den tredje hette från början Staffordshire Senior League och startade 1984, men den döpte om sig till Midland League 1994 och slogs ihop med Staffordshire County League 2005 och bildade Staffordshire County Senior Football League.

## Midland League 1889–1960
Midland Football League grundades 1889, bara ett år efter The Football League så Midland League var den andra professionella ligan för fotboll som startades. Den första säsongen, 1889/90, deltog elva klubbar. Fyra av dessa (inklusive de första mästarna Lincoln City) skulle komma att gå med i The Football League. De elva klubbarna som grundade ligan kom från sex olika län.
I början valdes ett antal av Midland Leagues mästarlag in i The Football League, och lag som inte blev återvalda hamnade ofta i Midland League. Både Lincoln City och Doncaster Rovers spelade perioder i The Football League och Midland League.
När de professionella klubbarna blev starkare började de placera sina reservlag i Midland League; Derby County var det första laget 1894/95. Inom ett årtionde var mer än hälften av lagen i ligan reservlag.
Tillsammans med de flesta andra ligorna gjorde man ett uppehåll under första världskriget – dock spelades hela säsongen 1914/15; först när det stod klart att kriget skulle bli långvarigt avbröts spelet. När fotbollen återupptogs säsongen 1919/20 började ligan få ett nytt utseende. Tre klubbar (Chesterfield, Halifax Town och Lincoln City) gick med i The Football League när den expanderade till fyra divisioner genom skapandet av Third Division North, och flera av reservlagen till klubbar från The Football League lämnade ligan. Fler klubbar lämnade Midland League och gick med i The Football League, till exempel York City 1929 och Mansfield Town 1932.
Än en gång stängde ligan för ett krig, den här gången andra världskriget, och än en gång återupptogs spelet när kriget var över 1945. Säsongen 1946/47 hade man 24 lag och ett årtionde av stabilitet infann sig. Mellan 1956 och 1960 vann Peterborough United ligan fem år i rad. 1958 försvann nästan alla kvarvarande reservlag från ligan och bara nio lag fanns kvar; man räddades av att North Eastern League, en liga som också drabbats av att reservlag försvann, beslutade att lägga ned. Midland League tog in flera lag från North Eastern League som låg långt utanför dess vanliga upptagningsområde.
Den här livlinan skulle emellertid visa sig kortvarig. En ny liga Northern Counties League startade 1960 och alla lag från North Eastern League gick med i den. Peterborough United valdes in i The Football League (det sista laget från Midland League som tog detta steg), detta gjorde att Midland League var tvungna att lägga ned på grund av för få medlemsklubbar.

### Mästare
Mästare 1890–1960
| År   | Mästare                      |
| ---- | ---------------------------- |
| 1890 | Lincoln City                 |
| 1891 | Gainsborough Trinity         |
| 1892 | Rotherham Town               |
| 1893 | Rotherham Town               |
| 1894 | Burton Wanderers             |
| 1895 | Loughborough                 |
| 1896 | Kettering Town               |
| 1897 | Doncaster Rovers             |
| 1898 | Mexborough Town              |
| 1899 | Doncaster Rovers             |
| 1900 | Kettering Town               |
| 1901 | Sheffield United Reserves    |
| 1902 | Barnsley Reserves            |
| 1903 | Sheffield Wednesday Reserves |
| 1904 | Sheffield United Reserves    |
| 1905 | Sheffield United Reserves    |
| 1906 | Sheffield Wednesday Reserves |
| 1907 | Sheffield United Reserves    |
| 1908 | Sheffield Wednesday Reserves |
| 1909 | Lincoln City                 |
| 1910 | Chesterfield Town            |

| År      | Mästare                       |
| ------- | ----------------------------- |
| 1911    | Grimsby Town                  |
| 1912    | Rotherham County              |
| 1913    | Rotherham County              |
| 1914    | Rotherham County              |
| 1915    | Rotherham County              |
| 1916-19 | Första Världskriget           |
| 1920    | Chesterfield Municipal        |
| 1921    | Lincoln City                  |
| 1922    | Worksop Town                  |
| 1923    | Sheffield Wednesday Reserves  |
| 1924    | Mansfield Town                |
| 1925    | Mansfield Town                |
| 1926    | Mexborough Town               |
| 1927    | Scunthorpe & Lindsey United   |
| 1928    | Gainsborough Trinity          |
| 1929    | Mansfield Town                |
| 1930    | Scarborough                   |
| 1931    | Grimsby Town Reserves         |
| 1932    | Bradford Park Avenue Reserves |
| 1933    | Grimsby Town Reserves         |
| 1934    | Grimsby Town Reserves         |

| År   | Mästare                     |
| ---- | --------------------------- |
| 1935 | Barnsley Reserves           |
| 1936 | Barnsley Reserves           |
| 1937 | Barnsley Reserves           |
| 1938 | Shrewsbury Town             |
| 1939 | Scunthorpe & Lindsey United |
| 1940 | Peterborough United         |
| 1946 | Shrewsbury Town             |
| 1947 | Grimsby Town Reserves       |
| 1948 | Shrewsbury Town             |
| 1949 | Gainsborough Trinity        |
| 1950 | Nottingham Forest Reserves  |
| 1951 | Nottingham Forest Reserves  |
| 1952 | Nottingham Forest Reserves  |
| 1953 | Nottingham Forest Reserves  |
| 1954 | Nottingham Forest Reserves  |
| 1955 | Notts County Reserves       |
| 1956 | Peterborough United         |
| 1957 | Peterborough United         |
| 1958 | Peterborough United         |
| 1959 | Peterborough United         |
| 1960 | Peterborough United         |

## Midland Counties League 1961–1982
Efter ett år utan ett Midland League skapades en ny liga med namnet Midland Counties League. I folkmun kom den att kallas "Midland League" och den betraktas som en fortsättning av den tidigare ligan i de flesta statistiska sammanhang. Några klubbar som spelade i den gamla Midland League anslöt till den nya tillsammans med ett antal nya klubbar, främst från Central Alliance. När Northern Premier League bildades 1968 tappade man fyra av sina mest framgångsrika klubbar, men nu klarade man det tappet utan problem och fler klubbar ville ansluta än man hade lediga platser. För att klara detta bildade man en andra division inför säsongen 1975/76, den kom att kallas Division One och de gamla klubbarna bildade en Premier Division. Klubbar från Division One var tvungna att klara högt ställda krav på sina faciliteter för att kunna gå med i Premier Division och under de sju år som de två divisionerna fanns klarade inte en enda klubb kraven.
När fotbollen strukturerades om i norra England 1982 kom Midland Counties League att påverkas. Den lades ned 1982 då den gick ihop med Yorkshire Football League och bildade Northern Counties East Football League, en matarliga till Northern Premier League.

### Mästare
Mästare 1962–1982

#### Premier Division
| År   | Mästare              |
| ---- | -------------------- |
| 1962 | Matlock Town         |
| 1963 | Loughborough United  |
| 1964 | Grantham Town        |
| 1965 | Lockheed Leamington  |
| 1966 | Worksop Town         |
| 1967 | Gainsborough Trinity |
| 1968 | Ilkeston Town        |
| 1969 | Matlock Town         |
| 1970 | Alfreton Town        |
| 1971 | Grantham Town        |
| 1972 | Grantham Town        |

| År   | Mästare               |
| ---- | --------------------- |
| 1973 | Worksop Town          |
| 1974 | Alfreton Town         |
| 1975 | Boston                |
| 1976 | Eastwood Town         |
| 1977 | Alfreton Town         |
| 1978 | Brigg Town            |
| 1979 | Boston                |
| 1980 | Belper Town           |
| 1981 | Boston                |
| 1982 | Shepshed Charterhouse |

#### Division One
| År   | Mästare            |
| ---- | ------------------ |
| 1976 | Brimington         |
| 1977 | Long Eaton Grange  |
| 1978 | Staveley Works     |
| 1979 | Long Eaton Grange  |
| 1980 | Arnold Kingswell   |
| 1981 | Borrowash Victoria |
| 1982 | Staveley Works     |

## Midland League 1994–2005
Staffordshire Senior League bildades 1984 och den var en riktig County League, klubbarna kom från Staffordshire och områden strax intill. När ligan ville höja sin profil och attrahera klubbar från ett större område bytte man namn till Midland League säsongen 1994/95. Det finns inget samband med tidigare ligor med samma namn och standarden på fotbollen var mycket lägre, man var även en matarliga till North West Counties Football League.
Ligan slogs ihop med Staffordshire County League 2005 och bildade Staffordshire County Senior Football League.
Denna version av Midland League hade två divisioner de tre första åren och sedan en fram till sammanslagningen med Staffordshire County League 2005.

### Mästare
Mästare 1995–2005

#### Division One
| År        | Mästare            |
| --------- | ------------------ |
| 1994-95   | Ball Haye Green FC |
| 1995-96   | Leek CSOB FC       |
| 1996-97   | Norton United FC   |
| 1997-98   | Audley FC          |
| 1998-99   | Norton United FC   |
| 1999-2000 | Stone Dominoes FC  |

| År      | Mästare                |
| ------- | ---------------------- |
| 2000-01 | Norton United FC       |
| 2001-02 | Eccleshall FC          |
| 2002-03 | Eccleshall FC          |
| 2003-04 | Abbey Hulton United FC |
| 2004-05 | Hanley Town FC         |

#### Division Two
| År      | Mästare        |
| ------- | -------------- |
| 1994-95 | Florence       |
| 1995-96 | Baddeley Green |
| 1996-97 | Foley          |

### Webbkällor
Den här artikeln är helt eller delvis baserad på material från engelskspråkiga Wikipedia, Midland Football League, 16 juli 2015.